# Gemelli Carlson
Kyle Carlson (Stillwater, 24 dicembre 1978) e 
Lane Carlson (Stillwater, 24 dicembre 1978) conosciuti collettivamente come gemelli Carlson, sono due fratelli gemelli identici statunitensi, che lavorano insieme come modelli.

## Carriera
Nati nel Minnesota, USA, dopo essersi laureati presso la Winona State University, i gemelli Carlson vengono scoperti in un negozio nel Wisconsin, ed ottengono un contratto con una agenzia di moda. Dopo esser diventati celebri in un servizio fotografico di Bruce Weber, i due fratelli iniziano a sfilare per marchi come Armani, Abercrombie & Fitch e Calvin Klein, apparendo anche sulle copertine delle riviste Out e Vogue Men. I gemelli Carlson sono stati anche testimonial per la campagna pubblicitaria statunitense della Toyota.
I gemelli Carlson sono anche apparsi nel ruolo di se stessi nel programma televisivo Mobile Home Disaster, trasmesso dalla WB Television Network nel 2005, nella sitcom Give Me Five, trasmesso dalla FOX nel 2004 e in SoapTalk trasmesso dalla ABC nel 2006. Singolarmente, Kyle ha lavorato regolarmente nel 2007 nel programma Deserving Design trasmesso dal canale HGTV.

## Agenzie di moda
- D'Management - Milano
- Ford Models - New York
- Wilhelmina Models - New York